# Eugénie-les-Bains
Eugénie-les-Bains – miejscowość i gmina we Francji, w regionie Nowa Akwitania, w departamencie Landy.
Według danych na rok 1990 gminę zamieszkiwało 467 osób, a gęstość zaludnienia wynosiła 42 osób/km² (wśród 2290 gmin Akwitanii Eugénie-les-Bains plasuje się na 735. miejscu pod względem liczby ludności, natomiast pod względem powierzchni na miejscu 991.).